# Ideologo
Per ideologo s'intende la persona, o il gruppo di persone, che - solo occasionalmente coincidente con il capo politico o organizzativo - con le proprie elaborazioni culturali e dottrinarie contribuisce in maniera determinante a fornire le basi teoriche e programmatiche di un'associazione come, per antonomasia, un partito politico.
A dispetto della logica, talvolta la codificazione ideologica può avvenire a posteriori rispetto alla nascita di un movimento e coincide, quasi sempre, con la sua trasformazione in vero e proprio partito.
È detto altresì ideologo il principale esponente - in senso cronologico o qualitativo - di un'ideologia anche non politica o di una filosofia ovvero di un genere artistico o letterario, anche quando essi non diano luogo ad una vera e propria organizzazione.

## Storia

### Italia

#### Primo Novecento
Nella politica italiana, tra le figure storiche di ideologi vi è, ad esempio, Giovanni Gentile.
Con il Manifesto degli intellettuali del fascismo, egli cercò di giustificare - di fronte alla cultura liberale allora dominante - le più controverse azioni del primo fascismo, dando al PNF una prima base ideologica, più volte riformulata nei due decenni seguenti.
Benedetto Croce, con il complesso della sua attività pubblicistica e politica, può essere considerato come il principale ideologo del liberalismo novecentesco italiano e del partito, il PLI, che nel 1943 da questa ideologia prenderà il nome.

#### Secondo Novecento
Gianfranco Miglio, politologo che ha sempre sostenuto ipotesi di trasformazione dello Stato italiano in senso federale o, addirittura, confederale, è stato a lungo accreditato come ideologo della Lega Nord.
Domenico Fisichella fu il primo, prima ancora di impegnarsi in politica, a chiedere al Movimento Sociale Italiano - Destra Nazionale d'impegnarsi in un'alleanza nazionale che, abbandonati i residui connotati neofascisti, avrebbe riunito i cattolici moderati, i liberali non progressisti ed i conservatori non reazionari. È stato, quindi, considerato l'ideologo della prima fase di Alleanza Nazionale, insieme con Gennaro Malgieri, autore delle tesi di Fiuggi.